# Premios India Catalina
Los Premios India Catalina de la Industria Audiovisual Colombiana son celebrados anualmente desde 1984 (excepto 1999) en el marco del Festival Internacional de Cine de Cartagena, para resaltar y premiar el esfuerzo, la calidad y el talento de las producciones de la televisión nacional. Las ceremonias de premiación han sido tradicionalmente celebradas en Cartagena de Indias, es considerado como el único reconocimiento a la industria audiovisual de Colombia vigente en la actualidad, luego de la desaparición de los Premios Simón Bolívar de Televisión (1987-1998) y los  Premios TVyNovelas (1991-2018).

## Historia
El Festival Internacional de Cine y Televisión de Cartagena escogía un jurado que se encargaba de seleccionar a los nominados en las diferentes categorías y sus respectivos ganadores. A partir de 2012 se conforma un comité técnico para la selección de nominados y ganadores, este comité está conformado por personas que representan los diferentes sectores de la industria de la televisión colombiana.

## Categorías de premiación

### Telenovelas, Series y Miniseries
- Mejor telenovela
- Mejor serie o miniserie
- Mejor director de telenovela
- Mejor director de serie o miniserie
- Mejor actor protagónico de telenovela
- Mejor actor protagónico de serie o miniserie
- Mejor actriz protagónica de telenovela
- Mejor actriz protagónica de serie o miniserie
- Mejor actor de reparto de telenovela o serie
- Mejor actriz de reparto de telenovela o serie
- Mejor actor antagónico de telenovela, serie o miniserie
- Mejor actriz antagónica de telenovela, serie o miniserie
- Mejor historia y libreto original de telenovela
- Mejor historia y libreto original de serie o miniserie
- Mejor adaptación de obra literaria o libreto para telenovela, serie o miniserie
- Mejor banda sonora de telenovela o serie
- Mejor arte de telenovela o serie
- Mejor arte de serie o miniserie
- Mejor edición de telenovela
- Mejor edición de serie o miniserie
- Mejor fotografía de telenovela
- Mejor fotografía de serie o miniserie
- Mejor actriz o actor revelación del año

### Noticieros, programas periodísticos y de opinión
- Mejor noticiero
- Mejor noticiero regional o local
- Mejor presentador(a) de noticias
- Mejor programa periodístico y/o de opinión
- Mejor producción deportiva
- Mejor documental para televisión

### Entretenimiento
- Mejor programa de entretenimiento
- Mejor presentador(a) de programas de entretenimiento
- Mejor programa de humor
- Mejor programa infantil
- Mejor programa de concurso
- Mejor reality

### Especiales
- Premio a la innovación o mejor nuevo formato de televisión
- Mejor producción universitaria
- Mejor producción de televisión comunitaria
- Premio Víctor Nieto a toda una vida
- Mención especial a estrella de cine asistente al FICCI
- Premio regional de la televisión iberoamericana
- Mejor Producción On Line

## Destacados

### Telenovelas más premiadas
| Número de premios | Telenovela (s)                                                                                                |
| ----------------- | --- |
| 10                | Pa' quererte                                                                                                  |
| 9                 | Allá te espero                                                                                                |
| 8                 | El Joe, la leyenda La reina del flow                                                                          |
| 7                 | Gallito Ramírez Garzón vive                                                                                   |
| 6                 | Café, con aroma de mujer El último matrimonio feliz Amor sincero Rafael Orozco, el ídolo Las Hermanitas Calle |
| 5                 | Pero sigo siendo el rey Hasta que la plata nos separe Pura sangre                                             |

### Series o Miniseries más premiadas
| Número de premios | Serie (s) |
| ----------------- | --- |
| 13                | Déjala morir Cien años de soledad |
| 11                | La niña Escobar, el patrón del mal |
| 9                 | La casa de las dos palmas |
| 8                 | Correo de inocentes La reina del flow (sumando sus 2 temporadas) |
| 7                 | Don Chinche (en 10 años) incluyendo Mejor programa del siglo La otra mitad del sol Francisco el matemático El capo Bolívar La primera Vez                                                                        |
| 6                 | Los Cuervos Sin tetas no hay paraíso La selección, la serie Las hermanitas Calle Enfermeras Emma Reyes: La huella de la infancia (en 2 temporadas) La sinfonía de los bichos raros (Miniserie)                   |
| 5                 | Los pecados de Inés de Hinojosa ¿Por qué mataron a Betty si era tan buena muchacha? Escalona La alternativa del escorpión Hombres La mujer del presidente El cartel La ronca de oro Dr. Mata La reina del flow 2 |

### Producciones biográficas ganadoras de los premios mejor telenovela o mejor serie
- Escalona, basada en la vida del compositor de música vallenata Rafael Escalona.
- Amor sincero, basada en la vida de la cantante colombiana Marbelle.
- El Joe, la leyenda, basada en la vida del cantante colombiano Joe Arroyo.
- Rafael Orozco, el ídolo, basada en la vida del cantante de música vallenata Rafael Orozco Maestre.
- Escobar, el patrón del mal, basada en la vida del narcotraficante colombiano Pablo Escobar.
- La selección, la serie, basada en la vida de los futbolistas Faustino "El Tino" Asprilla, Carlos "El Pibe" Valderrama, René Higuita y Freddy Rincón.
- La ronca de oro, basada en la vida da la cantante colombiana Helenita Vargas.
- Las Hermanitas Calle, basada en la vida da las cantantes colombianas Nelly y Fabiola Calle Las hermanitas Calle
- Garzón vive, basada en la vida del periodista colombiano Jaime Garzon.
- Bolívar, basada en la vida del libertador Simón Bolívar.
- Déjala morir, basada en la vida de la cantante y compositora colombiana Emilia Herrera.

### Actrices más premiadas
| Número de premios | Actriz (ces) |
| ----------------- | --- |
| 5                 | Vicky Hernández Alejandra Borrero |
| 4                 | Consuelo Luzardo Margarita Rosa de Francisco |
| 3                 | Delfina Guido Judy Henríquez Zharick León Margalida Castro Cecilia Navia Katherine Vélez Marcela Benjumea |
| 2                 | Aura Cristina Geithner Paola Rey Verónica Orozco Kathy Sáenz María Adelaida Puerta Marcela Carvajal Flora Martínez Laura García Aída Bossa Alina Lozano Carolina Gómez Carolina Ramírez Sara Pinzón Viña Machado |

### Actores más premiados
| Número de premios | Actor (es) |
| ----------------- | --- |
| 5                 | Carlos Muñoz |
| 4                 | Enrique Carriazo |
| 3                 | Juan Ángel Diego Trujillo Julián Román Marlon Moreno Andrés Parra Diego Vázquez |
| 2                 | Víctor Hugo Morant Armando Gutiérrez Luis Eduardo Arango Víctor Mallarino Robinson Díaz Patrick Delmas Diego Cadavid Christian Tappan Jairo Camargo Santiago Alarcón Lucho Velasco Waldo Urrego |

### Directores más premiados
| Número de premios | Director (es)                |
| ----------------- | ---------------------------- |
| 5                 | Luis Alberto Restrepo        |
| 4                 | Pepe Sánchez                 |
| 3                 | Sergio Osorio Sergio Cabrera |

### Libretistas más premiados
| Número de premios | Libretista (s)                                         |
| ----------------- | ------------------------------------------------------ |
| 4                 | Fernando Gaitán Ana María Londoño                      |
| 3                 | Martha Bossio de Martínez Carlos Duplat Andrés Salgado |

### Presentadores más premiados
| Número de premios | Presentador (a)                                                         |
| ----------------- | ----------------------------------------------------------------------- |
| 8                 | Mábel Lara                                                              |
| 4                 | Santiago Rivas                                                          |
| 3                 | María Cristina Uribe Juan Diego Alvira Claudia Bahamón                  |
| 2                 | Jota Mario Valencia Santiago Moure Georgina Ruiz Sandoval Marcelo Cezán |

## Transmisión
- 1984-1998: Cadena 1.
- 1998-2000: Caracol Televisión.
- 2000-2017: RCN Televisión.
- 2018-2023: Señal Colombia y Canal Institucional y Canales Regionales. (desde 2014 con los post premios antes de la transmisión oficial)
- 2024-presente: TNT